# Pielgrzym z Bordeaux
Pielgrzym z Bordeaux (fr. Anonyme de Bordeaux) – anonimowy chrześcijański podróżnik pielgrzymujący z Bordeaux (Francja) do Jerozolimy. Pozostawił po sobie skrzętne notatki będące najstarszymi znanymi chrześcijańskimi zapiskami pielgrzymkowymi do Ziemi Świętej (powszechnie znane pod nazwą Itinerarium Burdigalense lub mniej używaną Itinerarium Hierosolymitanum). Informacje zawarte w Itinerarium Burdigalense są z reguły bardzo skąpe i ograniczają się w większości przypadków do podania miejsca postoju i przebytej odległości. Dopiero notatki dotyczące terenu Ziemi Świętej opatrzone są bogatszym komentarzem.

## Data podróży
Według zapisków samego Pielgrzyma z Bordeaux wiemy, iż podróżował on za konsulatu Flawiusza i Domitiusa. Miał on wyruszyć z Chalcedonu 30 maja i powrócić do Konstantynopola 25 grudnia: Item ambulauimus dalmatico et zenophilo cons- iii kal- iun- a calcedonia et reuersi sumus constantinopolim vii kal- ian- cons- suprascripto – Podróżowaliśmy za konsulów Dalmatiusa i Zenofilusa, 30 maja z Chalcedonu i będąc ponownie w Konstantynopolu 25 grudnia za wyżej wzmiankowanych konsulów (Itinerarium Burdigalense, nr 572). Można więc przypuszczać, iż przebywał w Jerozolimie w sierpniu i wrześniu tego samego konsulatu. Jako że Rzymianie często nazywali lata imionami aktualnych konsulów (rok taki trwał od stycznia do grudnia) możemy zatem wnioskować, iż Pielgrzym z Bordeaux odbył swoją podróż z Chalcedonu do Jerozolimy oraz z Jerozolimy do Konstantynopola w roku 333, jako że był to rok w którym Flavius Dalmatius i Domitius Zenofilus pełnili urząd konsulów. Dalsza część podróży powrotnej musiała być kontynuowana w roku 334.

## Trasa podróży
Pielgrzym wyruszył z rodzinnego Bordeaux (Francja). Celem wędrówki była Jerozolima. Oba miasta znajdowały się wówczas w granicach jednego cesarstwa rzymskiego ze stolicą w Konstantynopolu. Cała trasa podzielona była na następujące etapy:
(1) Bordeaux – Tuluza – Narbonne – Nîmes – Arles (372 mil, 30 zmian konia, 11 miejsc dłuższego postoju),
(2)  Arles – Awinion – Orange – Gap – Montgenèvre (Alpy, 1 850 m) – Turyn – Mediolan (475 mil, 63 zmian, 22 postoje),
(3) Mediolan – Bergamo – Brescia – Werona – Padwa – Akwileja (251 mil, 24 zmian, 9 postojów),
(4) Akwileja – Lublana – Celje – Osijek – Sirmium (dziś Mitrowica) (412 mil, 39 zmian, 77 postojów),
(5) Sirmium - Belgrad – Redices (dziś Niška Banja) – Pirot – Sofia (314 mil, 24 zmiany, 13 postojów),
(6) Sofia – Ichtiman – Pazardżik – Płowdiw – Lüleburgaz – Silivri – Konstantynopol (413 mil, 12 zmian, 20 postojów),
(7) Konstantynopol – przeprawa przez Bosfor – Chalcedon – Libissa (dziś Gebze) – Nikomedia (dziś Izmit) (50 mil, 7 zmian, 3 postoje),
(8) Nikomedia - Nikaja (dziś İznik) – Lagania (dziś Beypazarı) – Anchira (dziś Ankara) (258 mil, 16 zmian, 112 postojów),
(9) Anchira - Andaval – Tars (343 mil, 25 zmian, 18 postojów),
(10) Tars - Adana – Antiochia Syryjska (141 mil, 10 zmian, 7 postojów),
(11) Antiochia Syryjska - Bejrut – Tyr (174 mil, 20 zmian, 11 postojów),
(12) Tyr - Ptolemais (dziś Akka) – Sycaminos (dziś Hajfa) – Cezarea Nadmorska (73 mil, 2 zmiany, 3 postoje),
(13) Cezarea Nadmorska - Scythopolis (Bet Sze’an) – Neapolis (Nablus) – Góra Gerizim – Jerozolima (116 mil, 4 zmiany, 4 postoje).
W drodze powrotnej Pielgrzym wybrał identyczną trasę prowadzącą do Konstantynopola. W stolicy cesarstwa postanowił przez Macedonię, Tesaloniki i dzisiejszą Albanię (przeprawa przez Morze Adriatyckie) dotrzeć do Rzymu i ponownie do Mediolanu, gdzie zakończył swoje zapiski. Odległości Pielgrzym zapisywał początkowo (do Tuluzy) w rzymskiej jednostce długości zwanej leuga (1,5 mili rzymskiej, 2,22 km), a następnie w jednostce zwanej milia passum (dosłownie tysiąc kroków) lub millarium, znanej powszechnie jako mila rzymska (1,45 km). Najkrótszy dzienny dystans wyniósł trzy mile, najdłuższy 18.

## Tożsamość „Pielgrzyma”
Laurie Douglass, a wcześniej Joan Tylor, sugeruje, iż autorem Itinerarium Burdigalense jest kobieta. Douglass argumentuje: „interpretacja kilku biblijnych miejsc, jak i szczegóły, które je wyróżniają, wydają się wskazywać na charakterystyczne dla pielgrzyma zainteresowanie kobietami, a dokładnie biblijnymi figurami kobiet, których charakter zawiera także to, co my nazywamy dziś seksualnością. Widać to w opisie miejsca, gdzie Elizeusz błagał wdowę o posiłek [Sarepta]; gdzie Dina została zgwałcona [Sychem]; gdzie Jezus rozmawiał z kobietą samarytańską (która jak wiemy miała wielu mężów) [Sychar]; gdzie Rachab była prostytutką [Jerycho]” (s. 325). W opisie podróży są także inne wzmianki odnoszące się do kobiet, np. „Przy trzecim znaku milowym od Cezarei jest Góra Syna, gdzie znajduje się źródło; kobiety, które myją się w nim, zachodzą w ciążę”. Douglass zdaje się sugerować, iż Pielgrzym w sposób świadomy skoncentrował się na wizytowaniu miejsc związanych z kobiecymi bohaterami Biblii. Możemy jednak słusznie zakładać, iż nie było to rezultatem z góry założonego planu, ale wynikiem podążania tzw. cursus publicus. Główny trakt podróżniczy znaczyły karczmy, które umożliwiały nocleg i posiłek. Bardzo często dodatkowym bonusem było powiązanie takiego miejsca z biblijnym opowiadaniem czy osobą. W cytowanym powyżej przypadku Sarepty (miejscem związanym z działalnością proroka Eliasza i Elizeusza) fakt, iż leżała ona przy głównym szlaku komunikacyjnym nie może pozostać niezauważony (to samo odnosi się do innych miejsc: Góry Syna, Sychem, Sychar czy Jerycha). W istocie Sarepta była pierwszym miastem, które można zaliczyć do biblijnej Ziemi Świętej. Siłą rzeczy poszukiwano wszelkich powiązań z wydarzeniami biblijnymi, aby nimi zainteresować podróżnych, wśród których chrześcijanie stanowili w tym czasie coraz większą grupę. Krytykę stanowiska J. Tylor and L. Douglass prezentuje w swym artykule S. Weingarten (por. bibliografia).